# 推定的同意
推定的同意（すいていてきどうい）とは、被害者の現実的な同意はないが、仮に被害者が事情を知っていたら同意したであろうという事情に正当化事由を認めるものである。

## 意義
推定的同意は、行為の時ないしそれ以前に現実の同意を得ることが不可能ないし困難な場合にのみ意味を有する。これを推定的同意の補充性という。
交通事故によって、意識不明の状態に陥っている人に緊急に片足を切断する手術が必要になったという場合、その切断手術がなければ死亡するといった事情があれば、同意は推定される。ただ、このような場合、現実的同意はなく、同意が推定されるだけであるから、なぜ、それによって正当化されるのかが問われるべきである。

## 類型
推定的同意には、以下の二つの類例に分類される。
1. 内部的利益衝突類型
2. 利益放棄類型

### 内部的利益衝突類型
被害者自身の利益のために行為が行われる場合である。
第三者のための緊急避難に類似するが、同時にその第三者の法益が侵害される時点で異なる。この場合、被害者は優越する利益のためにより軽い法益の侵害には同意するであろうと、その意思が推定されるのである。

### 利益放棄類型
自己または第三者の利益のための行為であり、被害者がそれらの者の利益のために自己の利益を犠牲にすると、その意思が推定される場合である。
この類型は、行為者と被害者の特殊な関係により、被害者の同意が推定される場合であり、例えば、遅刻しそうになったので、旅行中の同じ下宿の友人の自転車を無断で借りて駅まで使用した場合が、その例である。

## 正当化根拠を巡る諸学説
推定的同意は、現実的同意はないが、同意が推定される事例であり、また、同意を得ている暇はないが、自己または第三者ないし被害者にとって、緊急を要する事情があるという点で、同意と緊急避難の中間的形態であるともいわれる。したがって、利益不存在の原則によっても、優越的利益の原則によっても、それだけで正当化されないように思われる。
学説には、次のようなものがある。
1. 現実的意思推定説
2. 客観的意思推定説
3. 許された危険説

### 現実的意思推定説
被害者の同意を延長して、被害者の個人的意思を客観的に推定し、同意論に準ずるものとして、正当化されたとする。
この説に対しては、現実的な同意と推定的同意を同列に置くことには問題があると批判できる。

### 客観的意思推定説
現実の被害者に置き換えられた理性的な人間の客観的ないし合理的な判断によって、被害者の利益となると判断されると推定された意思を問題とする。いわば、緊急避難論の延長上で正当化根拠を位置づけるものである。
この見解を採れば、被害者にとって利益とはいえず、正当化されないことになるという問題点がある。

### 許された危険説
推定的同意は、事前の立場からする被害者の意思の仮定的判断である。これは、被害者の真意の蓋然性を判断しているにすぎず、たとえ、事後的に真意と合致しないとしても、許された危険として正当化されるというものである。
許された危険説は、現実の意思ではなく、専ら事前的な客観的ないし合理的判断による推定的意思でよいとする。
しかし、なぜ、許された危険であれば、法益侵害が正当化されるのかは、依然として明らかではない。事前に正当化事由の存在の蓋然性が高ければ、現実に正当化事由がなくても正当化されるという見解は、極端な行為無価値論から展開されるもので、不当である。